# Kevin Tighe
Kevin Tighe (Los Angeles, 13 augustus 1944), geboren als John Kevin Fishburn, is een Amerikaans acteur en filmregisseur.

## Biografie
Tighe werd geboren in Los Angeles als zoon van een acteur, en op vijfjarige leeftijd verhuisde hij met zijn familie naar Pasadena (Californië) waar hij opgroeide. Hij begon al met acteren op jonge leeftijd in lokale theaters. Tighe heeft zijn high school doorlopen aan de Pasadena High School in Pasadena. Hierna ging hij studeren aan de University of Southern California in Los Angeles waar hij in 1967 zijn master of fine arts in acteren haalde.
Tighe woont sinds de jaren zeventig in Sedro-Woolley met zijn vrouw.

## Filmografie

### Films
Selectie:
- 2009 My Bloody Valentine – als Ben Foley
- 2005 Today You Die – als Max Stevens
- 2003 The Tulse Luper Suitcases, Part 1: The Moab Story – als William Gottschalk
- 1995 Jade – als Arnold Clifford
- 1993 What's Eating Gilbert Grape – als Ken Carver
- 1992 Newsies – als Snyder
- 1990 Another 48 Hrs. – als Blake Wilson
- 1989 Road House – als Tilghman
- 1988 Eight Men Out – als Joseph Sullivan
- 1968 Yours, Mine and Ours – als extra
- 1967 The Graduate – als extra

### Televisieseries
Uitgezonderd eenmalige gastrollen.
- 2015 Complications - als Gary Ellison - 5 afl.
- 2005 – 2010 Lost – als Anthony Cooper – 6 afl.
- 2009 Leverage – als Ian Blackpoole – 2 afl.
- 2007 The 4400 – als senator Lenhoff – 2 afl.
- 2002 Rose Red – als Victor Kandinsky – 3 afl.
- 1999 – 2000 Freaks and Geeks – als mr. Andopolis – 2 afl.
- 1995 Murder One – als David Blalock – 6 afl.
- 1972 - 1979 Emergency! – als Roy DeSoto – 131 afl.
- 1978 The Hardy Boys/Nancy Drew Mysteries – als Steve – 2 afl.
- 1973 – 1974 Emergency +4 – als Roy DeSoto – 23 afl. (stemrol)

### Filmregisseur
- 1974 – 1976 Emergency! – televisieserie – 4 afl.

- Bibliothèque nationale de France: cb140391432 (data)
- International Standard Name Identifier: 0000 0003 6260 8946
- Library of Congress Control Number: no98126836
- Virtual International Authority File: 225092739
- WorldCat: E39PBJkp6F37Y4DRQptqrdq84q